# Henri de Laulanie
Henri de Laulanie, auch Henri de Laulanie de Saint Croix, (* 22. Februar 1920 in Poitou, Frankreich; † 23. Juni 1995 auf Madagaskar) war ein französischer Jesuit und Agrar-Ingenieur, der das System of Rice Intensification (dt.: System der Reis-Intensivierung) entwickelte.

## Leben
1961 kam der Jesuit nach Madagaskar. Dort begründete er in den 1980er Jahren eine Landwirtschaftsschule für die arme Landbevölkerung sowie 1990 die NGO „Association Tefy Saina“, die das System of Rice Intensification lehrt und weiterentwickelt.
Am 23. Juni 1995 starb er in seinem Stamm-Kloster auf Madagaskar.

## SRI - System of Rice Intensification
SRI heißt so viel wie System der Reis-Intensivierung. Dieses System dient dazu, die Reisproduktion zu steigern, indem das Wachstum und die Kräftigung jeder einzelnen Reispflanze konsequent unterstützt wird. Die Landwirtschaft in Madagaskar ist vom Reis sehr abhängig, daher sind große Reisproduktionen wichtig. Inzwischen wird SRI auch in anderen Ländern eingesetzt, z. B. in Bihar (Indien).

## Werke
- Henri De Laulanié: Technical presentation of the system of rice intensification, based on Katayama's tillering model. Association Tefy Saina, 1993. Technical presentation ... (PDF; 241 kB)
- Henri De Laulanié: Le riz à Madagascar. Karthala, Paris 2003, ISBN 2-84586-415-9.